# Olimpiade internazionale di filosofia

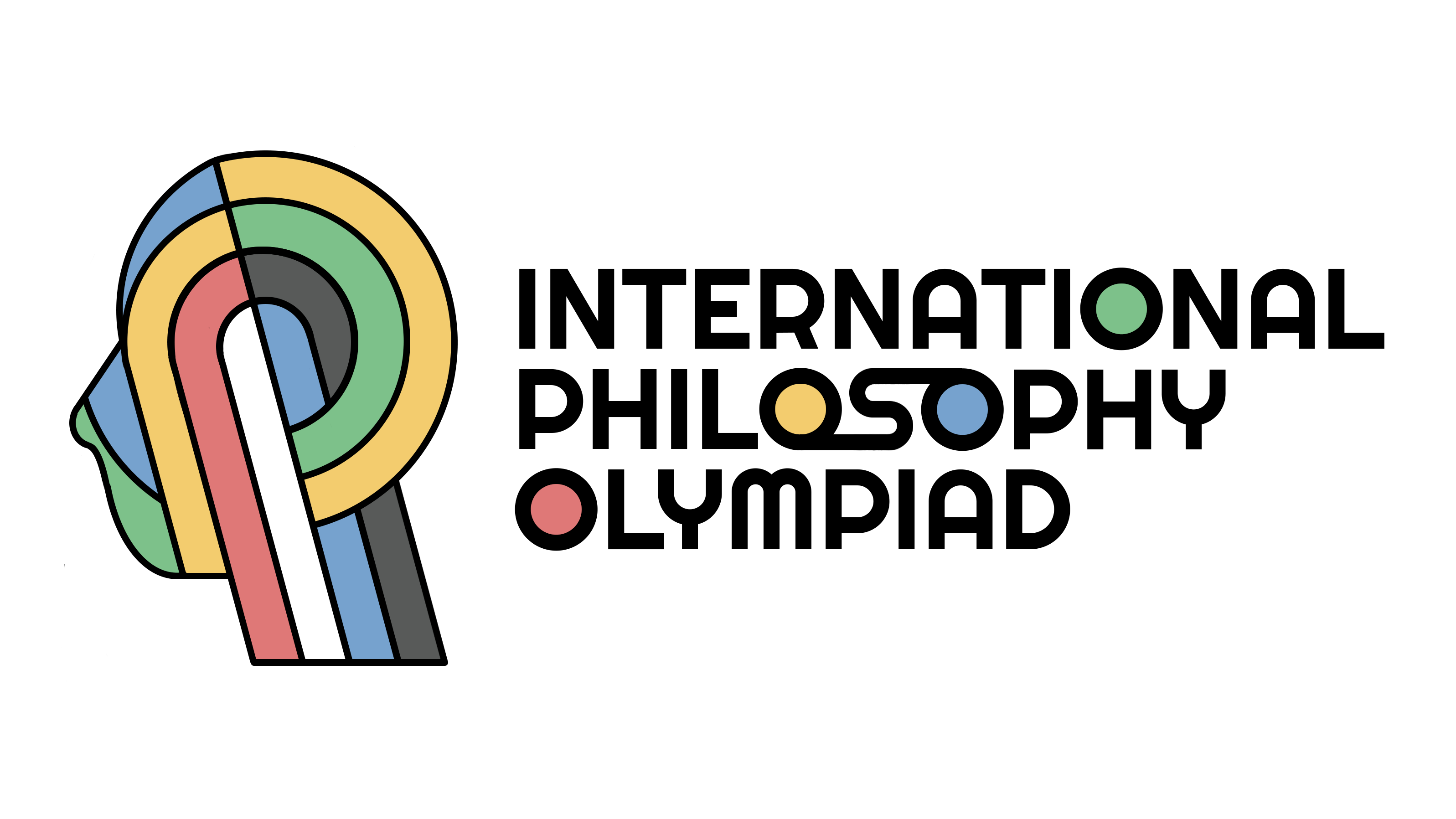
Logo delle Olimpiade internazionale di filosofia.

La Olimpiade internazionale di filosofia (International Philosophy Olympiad, IPO) è una competizione internazionale di filosofia per studenti delle scuole medie superiori, organizzata dalla FISP (Fédération internationale des sociétés de philosophie - International Federation of Philosophical Societies) e sostenuta dall'UNESCO. È stata fondata nel 1993 da un gruppo di insegnanti di filosofia provenienti da Bulgaria, Romania, Polonia, Turchia e Germania.
Gli studenti selezionati per la competizione devono redigere un saggio filosofico, in una lingua diversa da quella propria, su una traccia scelta tra le quattro che vengono messe a disposizione, ed hanno a disposizione quattro ore.

## Edizioni
Ogni anno l'IPO si svolge in una città differente del mondo. La tabella che segue indica ogni edizioni a partire dal 1993.
| No. | Anno | Città        | Paese         | Tema                                             | Date | Date | Paesi partecipanti                                                                                             |
| --- | ---- | ------------ | ------------- | ------------------------------------------------ | --- | --- | --- |
| 1   | 1993 | Smoljan      | Bulgaria      |                                                  | Maggio | Maggio | 3 |
| 2   | 1994 | Petrič       | Bulgaria      |                                                  | Maggio | Maggio | 5 |
| 3   | 1995 | Stara Zagora | Bulgaria      |                                                  | Maggio | Maggio | 5 |
| 4   | 1996 | Istanbul     | Turchia       |                                                  | Maggio | Maggio | 6 |
| 5   | 1997 | Varsavia     | Polonia       |                                                  | Maggio | Maggio | 7 |
| 6   | 1998 | Brașov       | Romania       |                                                  | Aprile | Aprile | 8 |
| 7   | 1999 | Budapest     | Ungheria      |                                                  | Maggio | Maggio | 11 |
| 8   | 2000 | Münster      | Germania      |                                                  | Maggio | Maggio | 11 |
| 9   | 2001 | Filadelfia   | Stati Uniti   |                                                  | Maggio | Maggio | 15 |
| 10  | 2002 | Tokyo        | Giappone      |                                                  | 12 maggio | 16 maggio | 15 |
| 11  | 2003 | Buenos Aires | Argentina     |                                                  | 7 maggio | 10 maggio | 18 |
| 12  | 2004 | Seul         | Corea del Sud |                                                  | 19 maggio | 23 maggio | 17 |
| 13  | 2005 | Varsavia     | Polonia       |                                                  | 19 maggio | 23 maggio | 18 |
| 14  | 2006 | Cosenza      | Italia        |                                                  | 13 maggio | 18 maggio | 15 |
| 15  | 2007 | Adalia       | Turchia       |                                                  | 18 maggio | 21 maggio | 22 |
| 16  | 2008 | Iași         | Romania       |                                                  | 18 maggio | 22 maggio | 23 |
| 17  | 2009 | Helsinki     | Finlandia     |                                                  | 22 maggio | 26 maggio | 22 |
| 18  | 2010 | Atene        | Grecia        |                                                  | 20 maggio | 24 maggio | 23 |
| 19  | 2011 | Vienna       | Austria       | Potere e impotenza della filosofia               | 26 maggio | 29 maggio | 28 |
| 20  | 2012 | Oslo         | Norvegia      | Limiti della libertà                             | 16 maggio | 20 maggio | 39 |
| 21  | 2013 | Odense       | Danimarca     | Kierkegaard oggi                                 | 16 maggio | 20 maggio | 37 |
| 22  | 2014 | Vilnius      | Lituania      | Emmanuel Levinas: infinito e il volto dell'altro | 15 maggio | 16 maggio | 40 |
| 23  | 2015 | Tartu        | Estonia       | Disaccordo                                       | 14 maggio | 18 maggio | 40 |
| 24  | 2016 | Gand         | Belgio        | Guerra e pace                                    | 12 maggio | 15 maggio | 44 |
| 25  | 2017 | Rotterdam    | Paesi Bassi   | Tolleranza                                       | 25 maggio | 28 maggio | 45 |
| 26  | 2018 | Antivari     | Montenegro    | Ambiente                                         | 23 maggio | 28 maggio | 50 |
| 27  | 2019 | Roma         | Italia        | Patrimonio culturale e cittadinanza              | 16 maggio | 19 maggio | 50 |
| 28  | 2020 | Lubiana      | Slovenia      | Solidarietà globale                              | 28 maggio | 31 maggio | 28; organizzata come competizione online (eIPO)                                                                |
| 29  | 2021 | Lisbona      | Portogallo    | Identità e persona                               | Originariamente programmata per il 2020 e poi cancellata a causa della pandemia di COVID-19 e spostata al 2021 | Originariamente programmata per il 2020 e poi cancellata a causa della pandemia di COVID-19 e spostata al 2021 | Originariamente programmata per il 2020 e poi cancellata a causa della pandemia di COVID-19 e spostata al 2021 |
| 30  | 2022 | Astana       | Kazakistan    |                                                  | | | |
| 31  | 2023 | Lussemburgo  | Lussemburgo   |                                                  | | | |
| 32  | 2024 | Olimpia      | Grecia        | Una vita in concorrenza leale                    | 18 maggio | 21 maggio | |

## Albo d'oro
| Edizione | Anno | Luogo                     | Oro                                                           | Argento | Bronzo | Menzione d'onore |
| -------- | ---- | ------------------------- | ------------------------------------------------------------- | --- | --- | --- |
| 1        | 1993 | Smoljan, Bulgaria         |                                                               | | | |
| 2        | 1994 | Petrič, Bulgaria          |                                                               | | | |
| 3        | 1995 | Stara Zagora, Bulgaria    |                                                               | | | |
| 4        | 1996 | Istanbul, Turchia         |                                                               | | | |
| 5        | 1997 | Varsavia, Polonia         |                                                               | | | |
| 6        | 1998 | Brașov, Romania           |                                                               | | | |
| 7        | 1999 | Budapest, Ungheria        |                                                               | | | |
| 8        | 2000 | Münster, Germania         | Ognyan Kassabov                                               | Gianluca Rossi | Boris Popivanov | |
| 9        | 2001 | Filadelfia, United States | Ute Scholl                                                    | Laura Lapierre | Felix von Lehmden | |
| 10       | 2002 | Tokyo, Giappone           | Silvia Crupano                                                | Vasilescu Ion Gheorghe | Akse Pettersson | |
| 11       | 2003 | Buenos Aires, Argentina   | Torsten Schoeneberg                                           | Sergio Barberis | Gabriel Abelof | Sarah Helduser Mete Tuczu Hyun Lee Francesco D'Acunto Wojciech Orowiecki Andrei Poamă Sezen Kayhan |
| 12       | 2004 | Seul, Corea del Sud       | Leopold Hess                                                  | Joanna Kusiak Lukas Steinacher Mert Bahadir Reisoglu                                                                                                | Seungwon Chang Matija Lavrinc German Diaz Valeriya T. Vitkova Elena Bellodi David Kovacs Andreea Elena Simion                      | |
| 13       | 2005 | Varsavia, Polonia         | Mikolaj Ratajczak Tomasz Przezdziecki Alexandru Marcoci       | Marta Sznajder Antti Saarilahti Nora Labo | David Himler Patricio Kingston Woo Chan Lee Jutta Obertegger Jae Won Choi                                                          | Roberta Di Nanni Agnieszka Kurzemska Marcin Kotowski |
| 14       | 2006 | Cosenza, Italia           | Efe Murat Balikcioglu                                         | Mateusz Chaberski | Saila Kakko | Johann Alexander Santiago Auat Stefano Burzo Margherita Busti Anna Drozdowicz Florin-Radu Gogianu Carmen Kautto Conrad Krausche Maximilian Huber Sara Musi Shapira Shiri Andras Schuller Joseph Steinlechner Daniel Thoms Peter Ujma Christian Danielov Vatchkov |
| 15       | 2007 | Adalia, Turchia           | Zeynep Pamuk                                                  | Daria Cybulska Stefan Stefanovic | Alexander Johann Martin Hergouth Soh Hyun-Min                                                                                      | Elena Alexandra Corbu Matthias Hoernes Milena Alexandrova Alexandrova Filip Taterka Clara Kropivsek Corina Cristine Lefter Heidi Meriste Luca Vegetti Bernát Iváncsics Christoph Schachenhofer Nanako Kurioka |
| 16       | 2008 | Iași, Romania             | Jan Seidel Sergiu Matei Lucaci Maria Alexandra Baneu          | Conrad Krausche Heta Nuutinen Andrea Beghini Michal Godziszewski                                                                                    | Arina Cristina Baibarac Helene Sorgner Denis Tramonte Tal Yankovitz Kristina Kashfullina                                           | Perczel János Vallari Sawant Adrian Cristian Ardelean Toth Olivér István Maria Ciurchea Antoine Vuille Yuval David Hananel Illia Gorbachev Lukas Paltanavicius Dalius Petrulionis Sebastian Köthe |
| 17       | 2009 | Helsinki, Finlandia       | Sarri Nironen                                                 | Eliza Tymianska Petar Penev | Kristina Kashfullina Luiza Pasca                                                                                                   | Hyun-Kyu Kim Ayse Dilek Izek Pietari Kupiainen Patrick Mujunen |
| 18       | 2010 | Atene, Grecia             | Aljaž Jelenko                                                 | Kacper Kowalczyk Jaehyun Yoo | Tibor Backhausz Valeriu Alexandru Cuc Josef Piras                                                                                  | Erik Ramberg Ignas Rubikas Anita Ignatova Anna Smertina Alessio Rocca Paul Kuuse Tae Heun Kim Tapani Pulkkinen Platias Nikolaos Henning Rognlien Irina Horodinca Murel Leuenberger Chitra Adkar Nikolina Budan Firat Akova Karoliina Juulia Pulkkinen |
| 19       | 2011 | Vienna, Austria           | Nikolaj Møller                                                | Chang Hyun Choi José Gusmão Rodrigues | Niklas Plaetzer Sakari Nuuttila Stavros Orfeas Zormbalas                                                                           | Mustafa Ayçiçegi Tibor Backhausz Franziska Bahl Miguel de la Riva Cristina Costina Diamant Vanessa Gstrein Milana Kostic Jwa Seong Lee Luka Mikec Dominykas Milašius Patrick Mokre Junho Oh Thierry Schütz Barbara Šoda Marie Vestergaard-Thomsen |
| 20       | 2012 | Oslo, Norvegia            | Sarah Yoon Tadas Kriščiūnas                                   | Jeff Granhøj Aleksi Korpela Myrto Vlazaki Nishith Bharat Khandwala                                                                                  | Niklas Plaetzer Abhinav Suresh Menon Stian Follevaag Ersvær                                                                        | Kasper Siim Viftrup Vaclav Masek Sánchez Guy Yassor Sun Young Hwang Justine Zepa Michail Sklaskis Djuro Ilic Sadaf Soloukey Lars Borge Hellesylt Diogo José Martins Lopes Corina Ezaru Darko Peric |
| 21       | 2013 | Odense, Danimarca         | Róbert Palasik                                                | Theo Anders Abhinav Menon Hye Jin Lee | Petra Požgaj | Juan Nigri Esteban van Volcem Martin Kamenov Iliev Anton Thorell Steinø David Therkildsen Magnus Baunsgaard Kris Ida Mosegaard Märt Belkin Neal Graham Jonathan Krude Maria Oikonomoy-Makrygianni Lauris Zvirbulis Misa Skalskis Dominika Pankow José Forte Vraciu Cosmin Petru Denis Horvat Léonore Stangherlin Patrick Côté                                                                |
| 22       | 2014 | Vilnius, Lituania         | Vulpe dan Cristian Elina Karastie Jakob Gomolka Lukas Jonuška | Jacob Karlsson Lagerros Beatriz Santos Iván György Merker Abhishek Dedhe João Madeira Tadas Temčinas Radosław Jurczak Chagajeg Soloukey Tbalvandany | Benedikt Zöchling Rafail Zoulis Maša Marić Justinas Mickus Janko Zeković Francisco RÍOS VIÑUELA Bernt Johan Damslora Jani Patrakka | Federico Aguilar Chan Park Sophus Svarre Rosendahl Viviana de Santis Yuki Kanai Martin Molan Marta-Liisa Talvet Rūta Karpauskaitė Vraciu Cosmin Petru |
| 23       | 2015 | Tartu, Estonia            | Iván György Merker Antti Autio                                | Chagajeg Soloukey Tbalvandany Eleftherios Chatzitheodorides David Gjorgoski Martin Molan Sandro Huber Neven Borak Abhishek Dedhe Öznur Hancı        | Ludovico Machet Dārta Paula Šveisberga Rosaria Caddeo Stanisław Jędrczak Teodora Groza Anda Maria Zahiu                            | Ivona Janjic Antonina Jamrozik Ana Bellamy Augustė Saladytė Konstantin Krasimirov Tumanov Lara Gafner Helen Maria Raadik Liisi Voll Petar Soldo Niklas Uhmeier Fredrik Johnsson Zsolt Hegyesi Kyu Bo Shim Ragna Heyne Viachaslau Verashchahin Nadal Abril Lucia Molina Alžběta Vítková Audun Rugstad Deyan Kirilov Madzharski                                                                |
| 24       | 2016 | Gand, Belgio              | Ihsan Barış Gedizlioğlu Eui Young Kim Jungho Choi             | Hana Samaržija Teodora Groza Johanna U. Marstrander Drishtti Rawat                                                                                  | Fabian Strobel Svit Komel Matthijs de Jong Sarp Çelikel Sara Pyykölä                                                               | Liwia Rogalewicz Anna Morandini Tathagat Bhatia Sonja Stiebahl Alexandre Eira Uladzislau Voinich Anna Skácelová Ábrahám Horváth Jan Brändle Matija Pušnik Roberta Del Pezzo Andreea Ioana Aelenei Matthias Verlinden Emil Kotzev Lilja Valtonen Aistė Grušnytė Helo Liis Soodla Tomoki Ishikawa Daan Van Cauwenberge Ruben Algoet Pavel Belkevich Polina Perova Frederico Cardoso Sol Gigena |
| 25       | 2017 | Rotterdam, Paesi Bassi    | Mor Divshi Nóra Schultz Milan Milenović                       | Mihnea Bâlici Hrvoje Kožić Rosalie Looijaard Victor Mordhorst Álvaro Salgado Carranza                                                               | Crista Erales Arth Gupta Kaarel Hänni Michal Karlubik Konstantinos-Marios Konstantinou                                             | Karolina Bassa Tathagat Bhatia Edoardo Calvello Reinis Cirpons Franciszek Cudek Simon Derudder Danilo Djukanovic Laura Evers Martina Fridl Amanda Häkkinen Leonie Hong Matthias Verlinden Boris Janevski Lóránt Kiss Carolien Krekt Isaias Moser Baoyi Ni Antonio Piltcher Arkadiy Saakyan Vasilen Vasilev Ajuna Soerjadi                                                                    |
| 26       | 2018 | Antivari, Montenegro      | Radka Pallová Amanda Häkkinen Michal Karlubik                 | Yastika Guru Freja Værnskjold Dzougov Alvaro Lopes                                                                                                  | Martina Fridl Yoshiyuki ISHIKAWA Sagnik Anupam Mihail Larkov Daantje de Leur                                                       | Luis Anngel Meza-Chavarría Monique Murer Stefan Capmare Tzu Kit Chan Iulia Natalia Mitrache Gaeun Kim Martin Topić Meggy Michaud Tobias Heidenreich Terachet Rojrachsombat Zhengyu Ging Maria Sara Fraser Paulina Kaczyńska Javier Sanz González Paul Johannes Kalda Thomas Valerio Valerija Baždar                                                                                          |
| 27       | 2019 | Roma, Italia              | Viktor Mršić Kseniia Korotenko                                | Yanying Lin Manya Bansal Bendik Sparre Hovet Kenneth Martin                                                                                         | Noam Furman Rei Yatsuhashi Tuomas Ville Santeri Ansio Duarte Lourenço Marcos Correia Amaro Marija Brašanac Tomaž Žgeč Mehmet Tüfek | |
| 28       | 2020 | Lubiana, Slovenia         | Aybars Önder Wang Dingzheng                                   | Jiayi Ren Faruk Šahat Luiz Felipe Horta Muhammad Amir Rafiq                                                                                         | Blaž Sušnik Dimitrios Kouvaras Rachel Börger Una Iza Grandovec Lyubomira Dimitrova Oskar Ban Brejc Deokhaeng Lee Thomas Delmas     | Anastasios Tsirigotis Berkant Isaev Đorđije Petrović Elina Saarikoski Emanuel Krajnc Hana Ćatić Jean-Baptiste Bonneville Kristina Røstad Rosenvold Krištof Ocvirk Marcel Čarman Marton Vida Máté Héthelyi Matevž Rezman Tasič Paramott Bunnjaweht Sara Novović Toma Gheorghe Tavares de Melo Younghoon Seo Yuto Koba                                                                         |